# Raisen (Distrikt)
Der Distrikt Raisen (Hindi: रायसेन जिला) ist ein Distrikt des indischen Bundesstaats Madhya Pradesh mit rund 1,4 Millionen Einwohnern. Verwaltungs- und Wirtschaftszentrum ist die etwa 50.000 Einwohner zählende Stadt Raisen. Der Distrikt entstand in seiner heutigen Form im Jahr 1956.

## Geografie
Der Distrikt Raisen liegt im Vindhyagebirge im Zentrum des Bundesstaats Madhya Pradesh in Höhen um 450 m. Er grenzt im Norden an den Distrikt Vidisha, im Osten an den Distrikt Sagar, im Südosten an den Distrikt Narsimhapur, im Süden an den Distrikt Narmadapuram und im Südwesten und Westen an den Distrikt Sehore. Wichtigste Flüsse sind Narmada und Betwa und ihr Nebenfluss Bina. Wichtigste Städte sind Raisen (ca. 50.000), Mandideep (65.000), Begamganj (ca. 40.000) und Bareily (ca. 35.000).

## Bevölkerung
Offizielle Bevölkerungsstatistiken werden erst seit 1991 geführt und veröffentlicht.
| Jahr      | 1991    | 2001      | 2011      |
| Einwohner | 876.461 | 1.125.154 | 1.331.597 |

Hindus dominieren in den Dörfern auf dem Lande (ca. 90 %); in den Städten gibt es auch eine nicht unerhebliche Zahl von Muslimen (ca. 9 %). In der Dekade zwischen 2001 und 2011 wuchs die Bevölkerung um etwa 20 % auf etwa 1,4 Millionen an, wobei der männliche Bevölkerungsanteil den weiblichen um etwa 12 % übersteigt. Etwa 77 % der Bevölkerung lebt in den Dörfern auf dem Lande; ein Drittel der Menschen (zumeist Frauen) gelten als Analphabeten. Man spricht zumeist Hindi.

## Wirtschaft

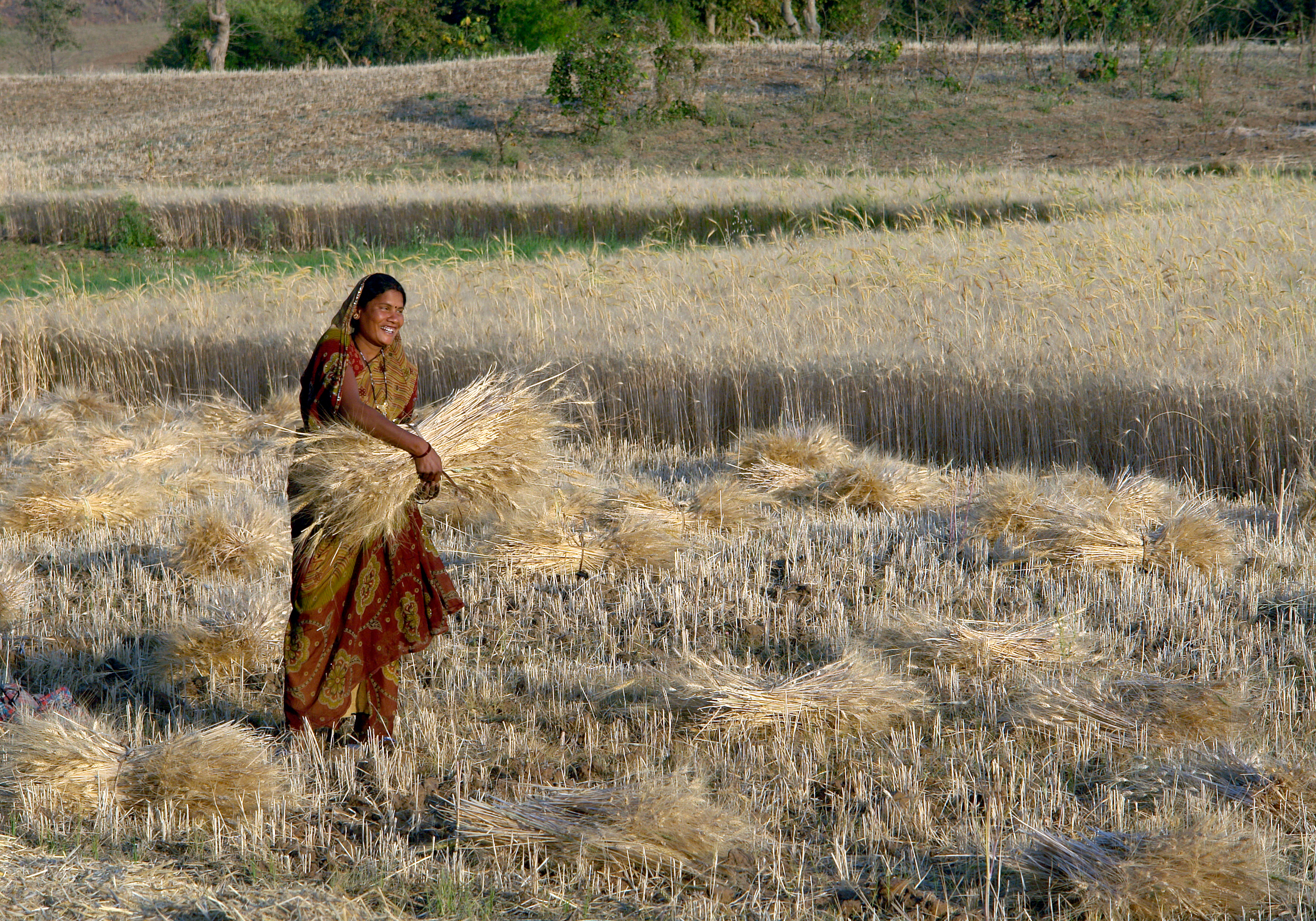
Frau bei der Weizenernte

Traditionell spielt die Landwirtschaft die dominierende Rolle im Wirtschaftsleben des Distrikts; Hauptanbauprodukte sind Sojabohnen, Linsen, Weizen und Raps. In den Städten haben sich Handwerk, Handel sowie kleinere Industrie- und Dienstleistungsunternehmen angesiedelt.

## Geschichte und Sehenswürdigkeiten
Die Gegend um Raisen und Vidisha spielte in der indischen Geschichte eine nicht unbedeutende Rolle – so war z. B. der spätere Kaiser Ashoka (reg. 268–232 v. Chr.) eine Zeit lang Statthalter in Vidisha. Wenige Kilometer südwestlich von Vidisha (nordwestlich von Raisen) befindet sich die von der UNESCO als Weltkulturerbe eingestufte buddhistische Stätte von Sanchi. Aber auch die Satdhara- und Sonari-Stupas und ebenfalls zum Weltkulturerbe zählenden Felsmalereien von Bhimbetka sind sehenswert. Weitere Attraktionen sind der ungewöhnliche mittelalterliche Shiva-Tempel von Bhojpur mit seinem riesigen Lingam sowie die kleinen Stupas beim ca. 5 km westlich von Bhojpur gelegenen Dorf Murelkhurd (bei Pipalia). Vom 13. bis zum 16. Jahrhundert entstand das auf einem Berg gelegene Fort von Raisen.

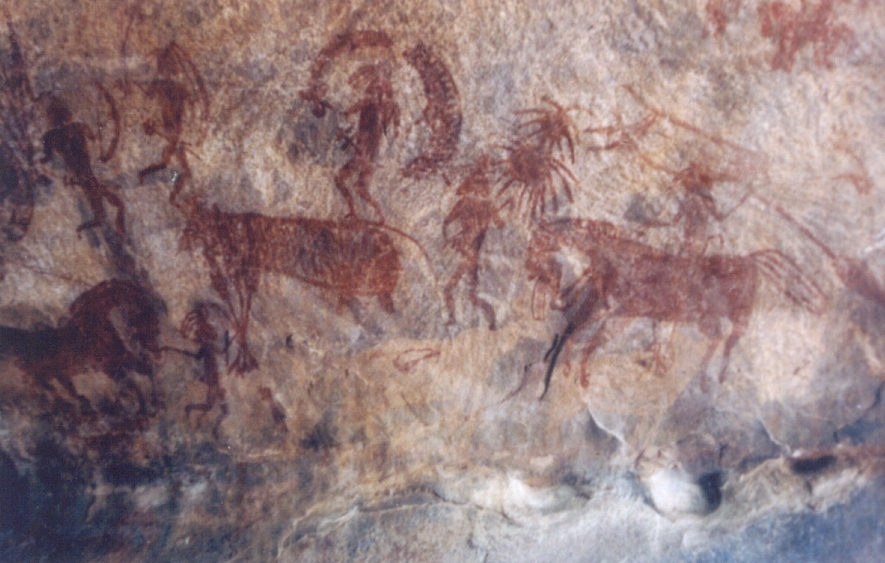
Bhimbetka, Felsmalerei
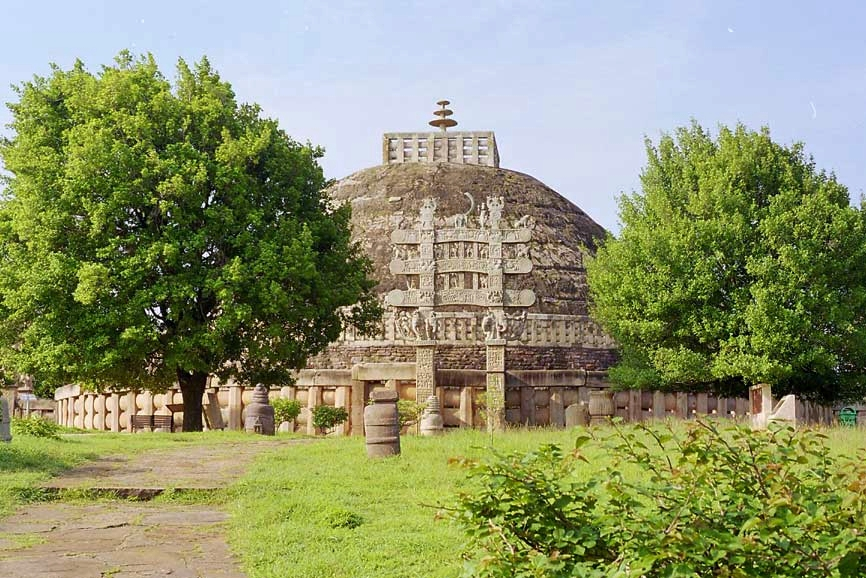
Sanchi, Stupa 1
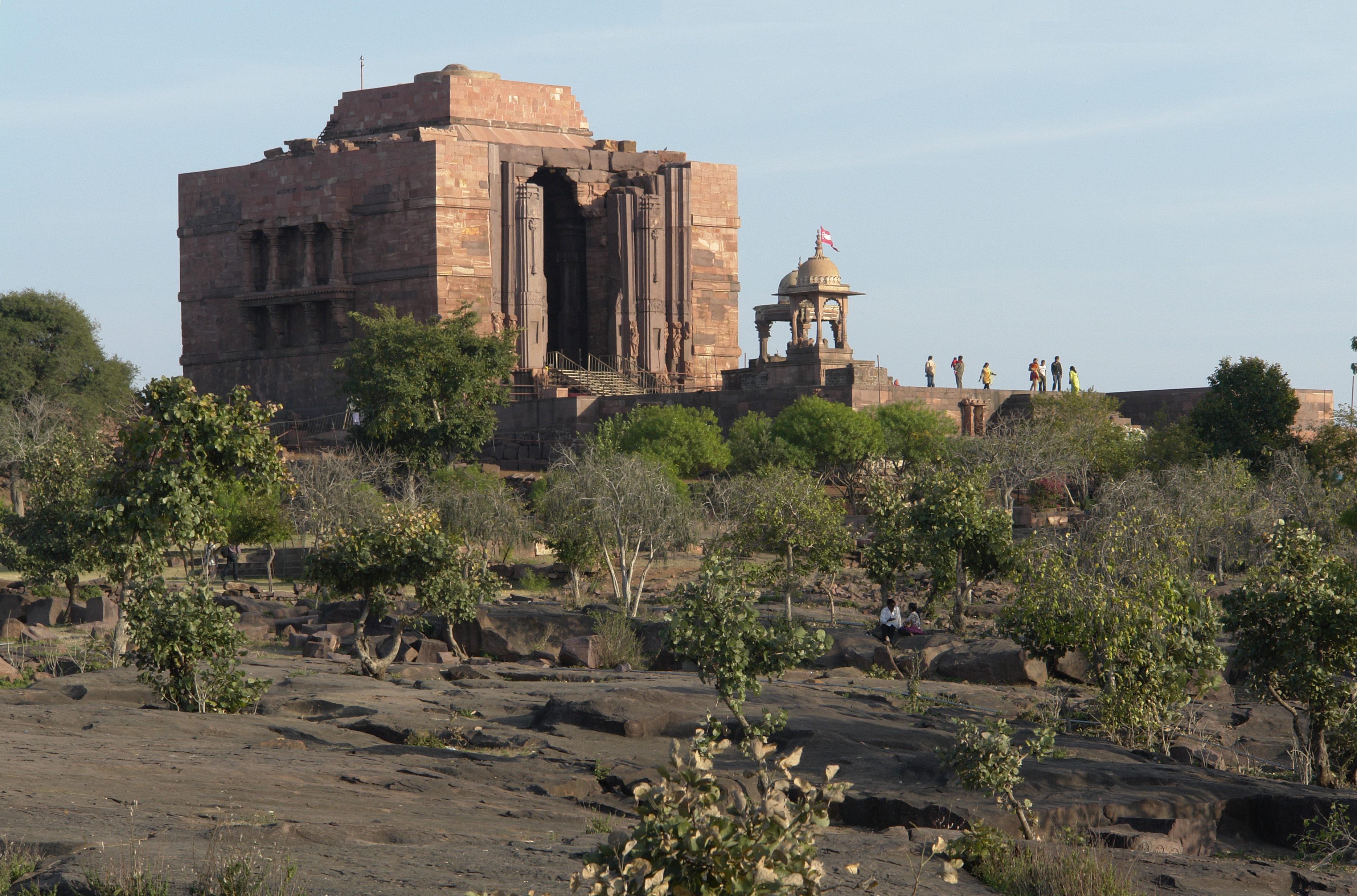
Bhojpur, Shiva-Tempel
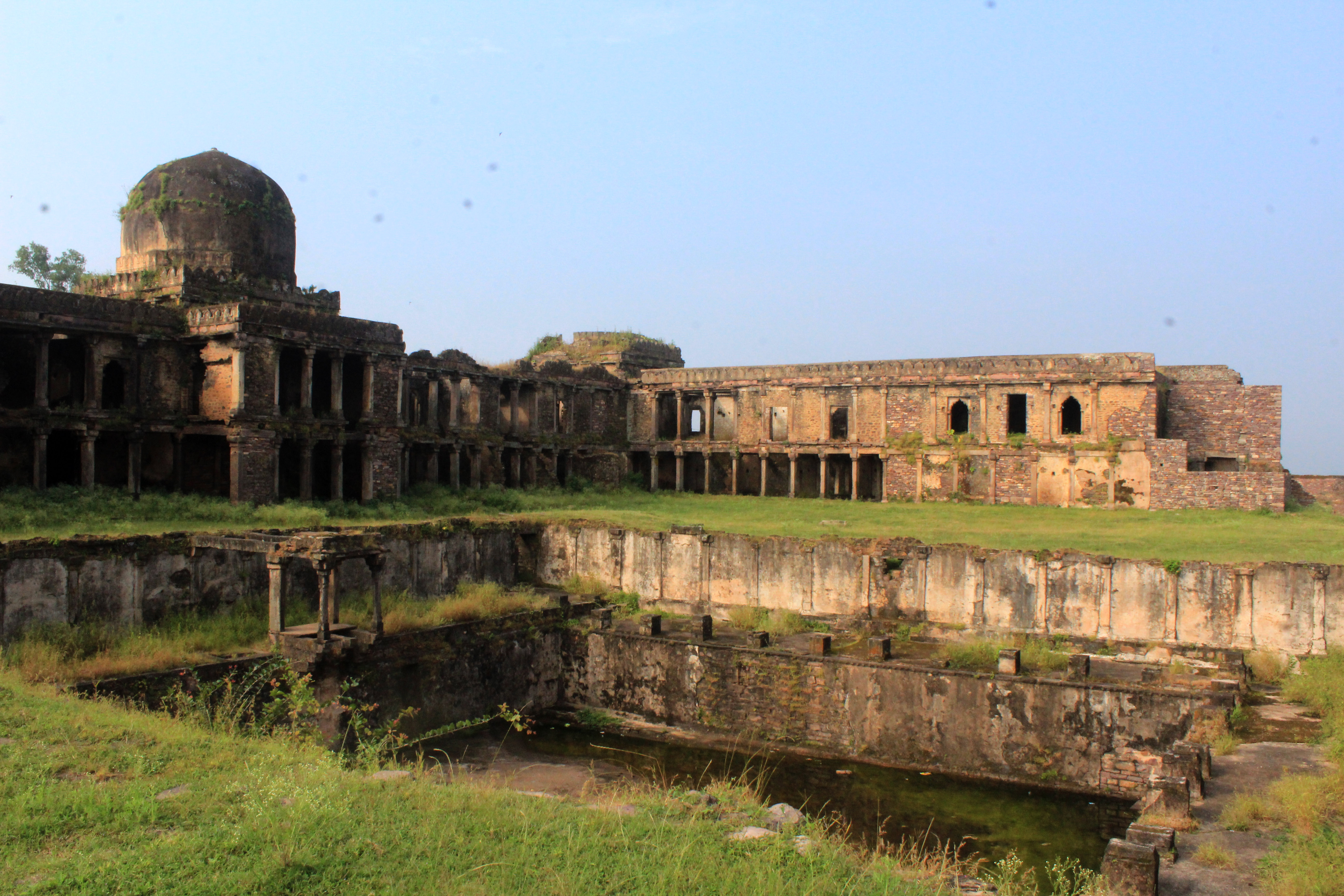
Raisen, Fort